# 巴拉剛

《哥斯拉·魔斯拉·王者基多拉 大怪獸總攻擊》裡的巴拉剛

巴拉剛（日文：バラゴン）是日本怪獸電影中的虛構生物。巴拉剛的第一次出場是1965年的《科學怪人對地底怪獸》。
1974年電影《哥斯拉對機械哥斯拉》中本來要讓巴拉剛登場，但由於道具服老舊而改由安基拉斯替代，並讓安基拉斯「借用」了巴拉剛的鑽地能力。
2001年電影《哥斯拉·魔斯拉·王者基多拉 大怪獸總攻擊》中，巴拉剛是「護國三聖獸」之一，漢字寫成「婆羅護吽」，當哥斯拉登陸時巴拉剛率先出現與牠對戰，但儘管努力奮戰仍然不敵哥吉拉。在這部電影中巴拉剛不會發射熱線，但仍具有鑽地和跳躍的技能。

## 登場電影
1. 《科學怪人對地底怪獸》（1965年）
2. 《怪獸總進擊》（1968年）
3. 《哥斯拉·摩斯拉·王者基多拉 大怪獸總攻擊》（2001年）

## 歷代巴拉剛

### 初代巴拉剛
- 身長:25m
- 體重:250噸
- 登場電影:《科學怪人對地底怪獸》

### 二代目巴拉剛
- 身長:25m
- 體重:250噸
- 登場電影:《怪獸總進擊》

### 三代目巴拉剛(婆羅護吽)
- 全長:30m
- 體重:1萬噸
- 登場電影:《哥斯拉·摩斯拉·王者基多拉 大怪獸總攻擊》